# 艾因巴布什
35°56′28″N 7°11′08″E / 35.94111°N 7.18556°E

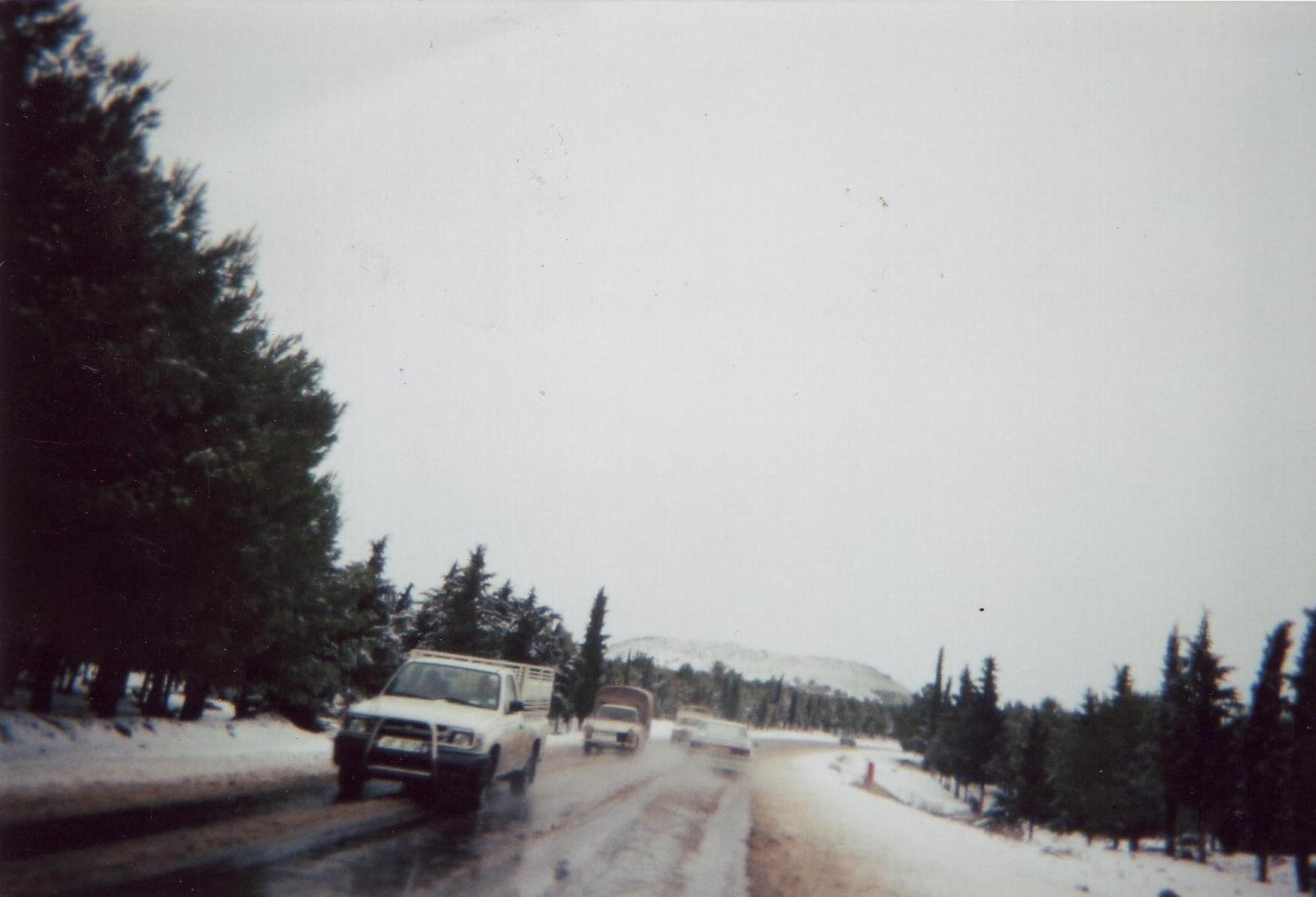
艾因巴布什

艾因巴布什（阿拉伯语：‎），是阿爾及利亞的城鎮，位於該國東北部烏姆布瓦吉省，由艾因巴布什區負責管轄，面積199平方公里，2008年人口16,129，人口密度每平方公里81人。